# Nagai Tatsuo

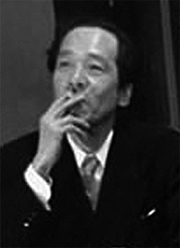
Tatsuo Nagai

Nagai Tatsuo (japanisch 永井 龍男; * 20. Mai 1904 in Tokio; † 12. Oktober 1990 in Kamakura) war ein japanischer Schriftsteller.

## Leben
Wegen der Krankheit seines Vaters musste Nagai seine Schulausbildung nach dem Abschluss der Grundschule abbrechen. Im Alter von sechzehn Jahren verfasste er den Roman Kappan’ya no Hanashi, mit dem er einen Literaturwettbewerb und die Anerkennung des Schriftstellers Kikuchi Kan gewann. In dessen Zeitschrift Bungei Shunjū (文藝春秋) veröffentlichte er darauf die Erzählung Kuroi Gohan.
1924 gründete Nagai mit dem Literaturkritiker Kobayashi Hideo die literarische Monatszeitschrift Yamamayu (山繭). Drei Jahre später wurde er Mitarbeiter der Zeitschrift Bungei Shunjū. Später beteiligte er sich an der Stiftung des Akutagawa- und des Naoki-Preises, zu deren Vergabekomitees er gehörte.
Während des Zweiten Weltkrieges betätigte Nagai sich als Kriegskorrespondent. Nach dem Krieg veröffentlichte Nagai eine Reihe von Kurzgeschichten, die ihm den Ruf eines Meisters dieses Genres brachten. Als Autor von Haikus wurde er unter dem Namen Tōmonkyo (東門居) bekannt. Von 1985 bis zu seinem Tode war er Direktor des Literaturmuseums Kamakura (Kamakura Bungakukan).
1973 wurde Nagai als Person mit besonderen kulturellen Verdiensten geehrt und wurde 1981 mit dem Kulturorden ausgezeichnet.

## Werke (Auswahl)
- Kappan’ya no Hanashi (活版屋の話)
- Kuroi Gohan (黒い御飯)
- Mikan (蜜柑)
- Ikko (一個)
  - Ein Stück. Übersetzt von Jürgen Berndt. In: Träume aus zehn Nächten. Japanische Erzählungen des 20. Jahrhunderts. Hrsg. Eduard Klopfenstein, Theseus Verlag, München 1992. ISBN 3-85936-057-4
- Aki (秋), Kawabata-Yasunari-Literaturpreis 1975
- Calendar no Yohaku (カレンダーの余白, Karendā no Yohaku)
- Waga Kirinukichō yori (わが切抜帖より)
- Yugokoro (夕ごころ)